# Bongolava (region)
Bongolava – jeden z 22 regionów na Madagaskarze. Do 2007 roku region należał do prowincji Antananarywa. Stolicą regionu jest Tsiroanomandidy. Według spisu z 2018 roku liczył 671 tys. mieszkańców. 
Bongolava graniczy z regionami: Betsiboka, Melaky, Menabe, Vakinankaratra, Itasy i Analamanga

## Podział administracyjny regionu
Region dzieli się na następujące dystrykty:
- Dystrykt Fenoarivobe (Fenoarivobe)
- Dystrykt Tsiroanomandidy (Tsiroanomandidy)